# تشارلز مورتون دان
تشارلز مورتون دان هو سياسي كندي، ولد في 17 يوليو 1892، وتوفي في 15 نوفمبر 1975. انتخب عضو المجلس التشريعي من ساسكاتشوان.